# Johann Gustav Stockenberg
Johan(n) Gustav Stockenberg (* vor 1660 in Schweden; † um 1710 in Reval) war ein schwedischstämmiger Bildhauer, Bildschnitzer und Steinmetz des Hochbarock, der in Schweden, Russland und vor allem in Reval (heute Tallinn, Estland) in Schwedisch-Estland arbeitete.

## Leben und Werk

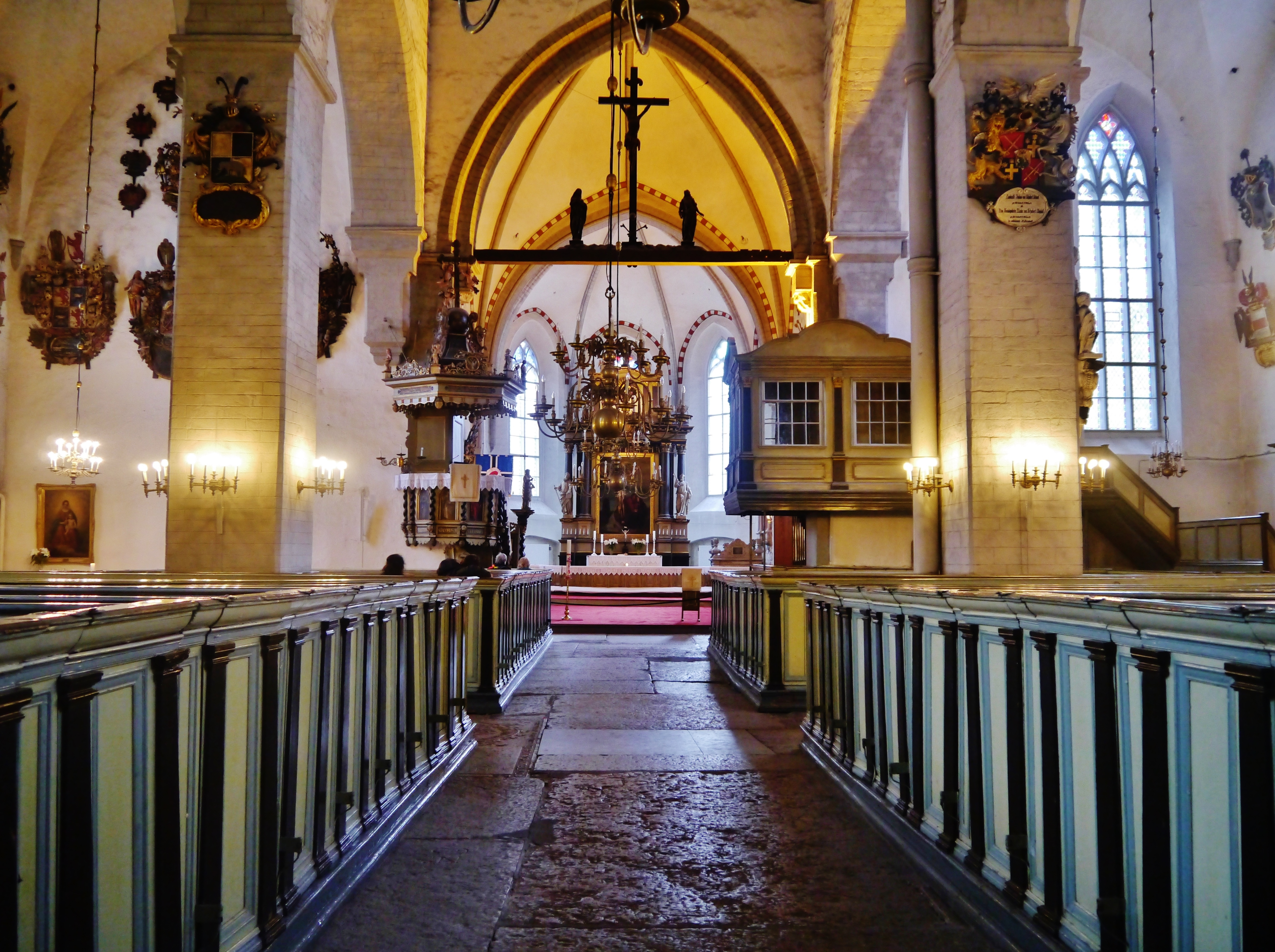
Innenraum der Domlirche in Tallinn

Stockenberg (erste Erwähnung 1676) stammte aus Schweden (wahrscheinlich aus Stockholm), zog 1681 mit seinem Schwager nach Kopenhagen, wo er unter anderem dekorative Hirschköpfe (a) schnitzte, und kam um 1683 nach Reval, wo er auf dem Antonius-Berg lebte.
Unter Leitung des Bau- und Schreinermeisters Daniel Bickel nahm Stockenberg neben Christian Ackermann am Wiederaufbau des Tallinner Doms teil, nachdem dieser 1684 beim Brand auf dem Domberg schwer beschädigt worden war.

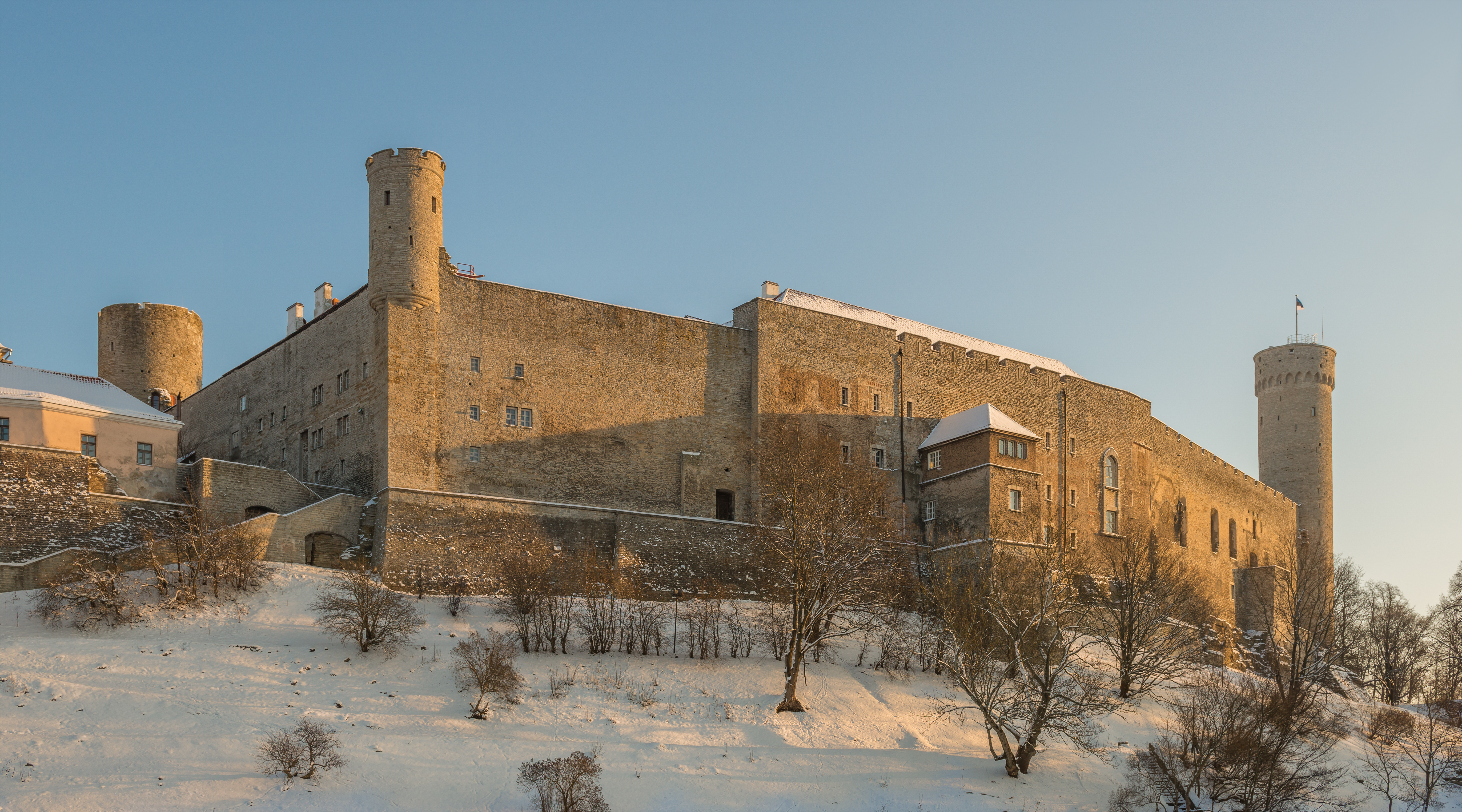
Burg Tallinn

Ebenso war Stockenberg an allen Umbauten und Ausbesserungen (spätestens ab 1687) an der Burg Tallinn beteiligt, darunter Arbeiten an der Treppe des Reichssaals sowie in den Repräsentations- und Wohnräumen der Residenz des schwedischen General-Gouverneurs. Im August des Jahres 1705 wurde er als “Königl. Fortifications Bild und Steinhauer” bezeichnet.
Im Jahr 1688 geriet er mit der Zunft der Revaler Maurer, Bild- und Steinhauer in Konflikt, da er als freischaffender Steinmetz den Zunftzwang ignoriert hatte und den Bau der Fenster, Türen und Treppen für das Gutshaus Maart (estn. Maardu, Kirchspiel Jegelecht) durchgeführt hatte.

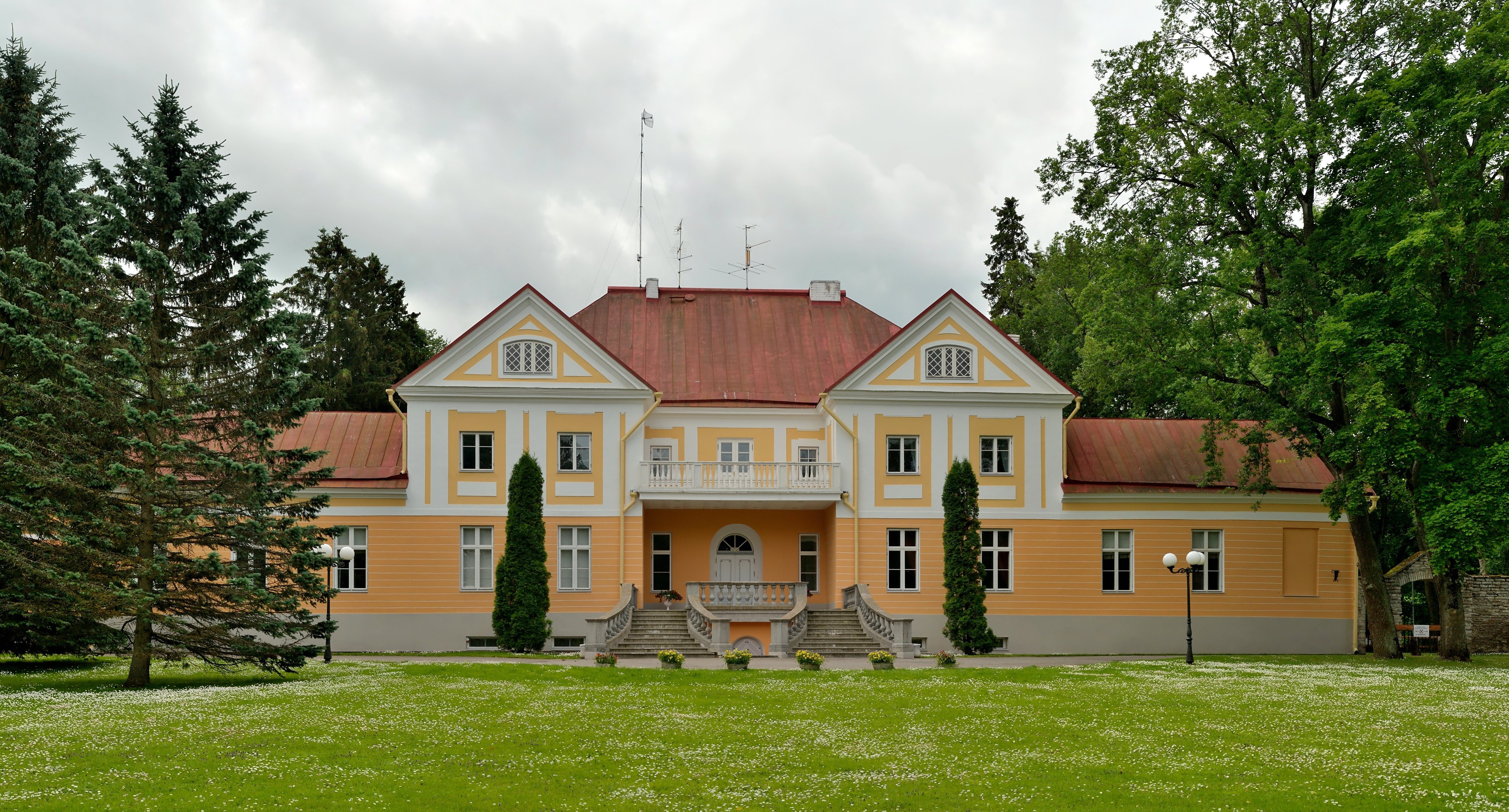
Gutshaus Maart

Stockenberg starb in Reval um die Zeit der Belagerung von Reval.

## Bekannte Arbeiten
Stockenberg lieferte Arbeiten in verschiedene Städte in Schwedisch-Estland, so auch eines der Kapitelle für den Eingang des Poortenschen Hauses in Narva.
Seine bekanntesten Werke sind mehrere Steinsarkophage prominenter Personen, die in Tallinns Domkirche begraben wurden, namentlich die Grabmonumente für Otto Reinhold von Taube, sowie des schwedischen Feldmarschalls Fabian von Fersen, als auch wahrscheinlich der Sarkophag des schwedischen Feldmarschalls Otto Wilhelm von Fersen.

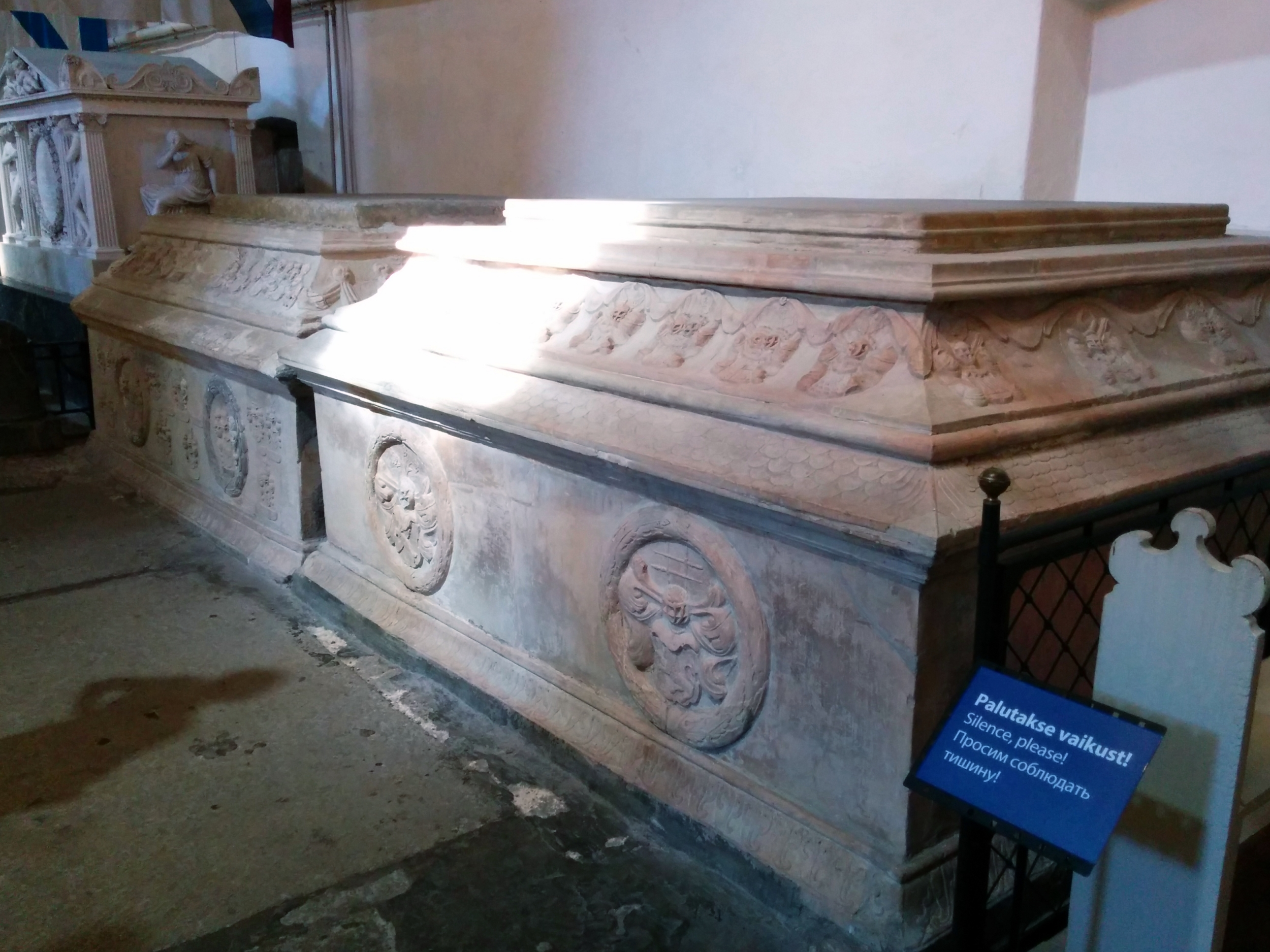
Sarkophag für Fabian von Fersen im Tallinner Dom, Ende des 17. Jahrhunderts von Stockenberg gefertigt
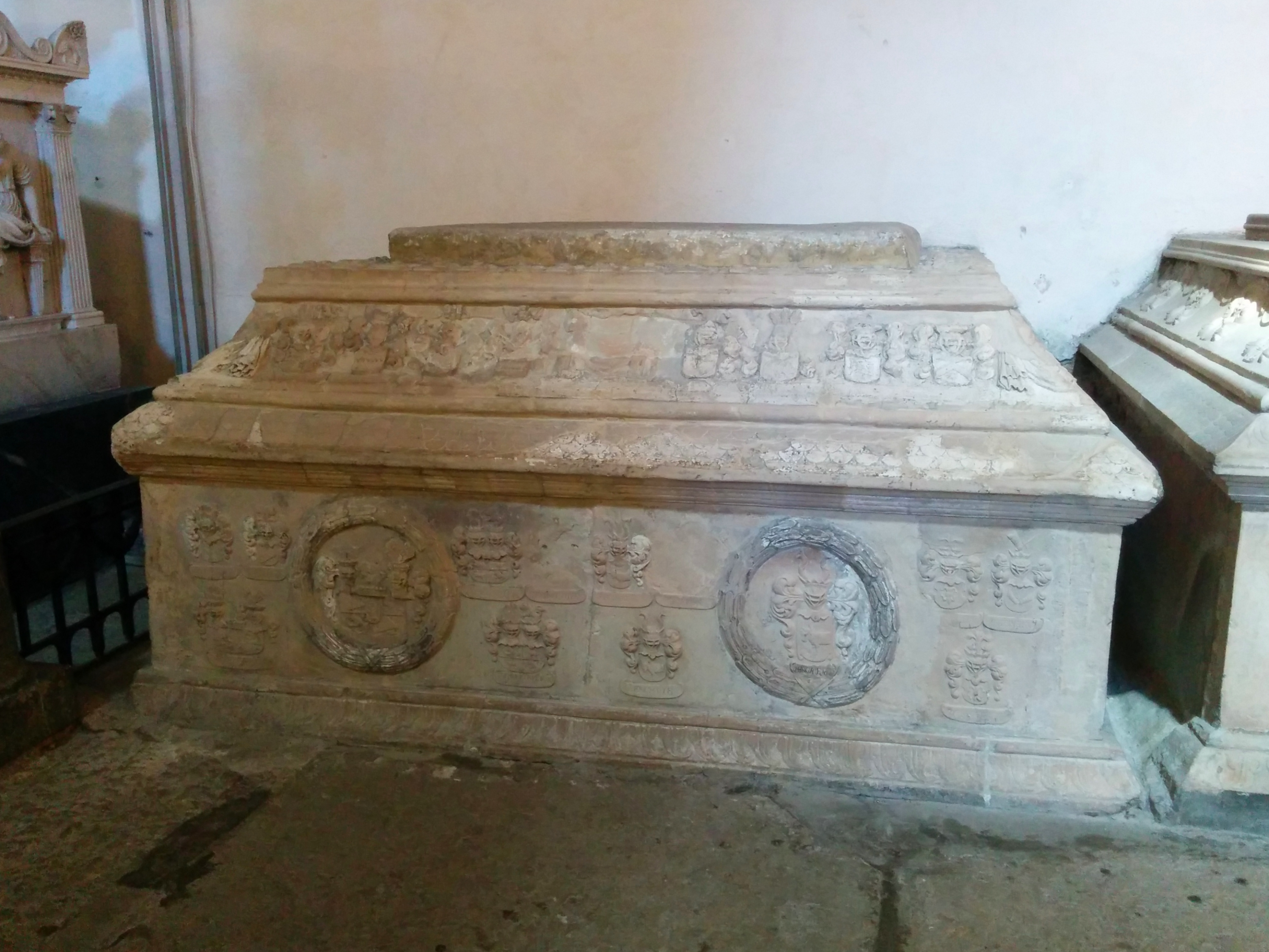
Sarkophag für Otto Reinhold von Taube im Tallinner Dom
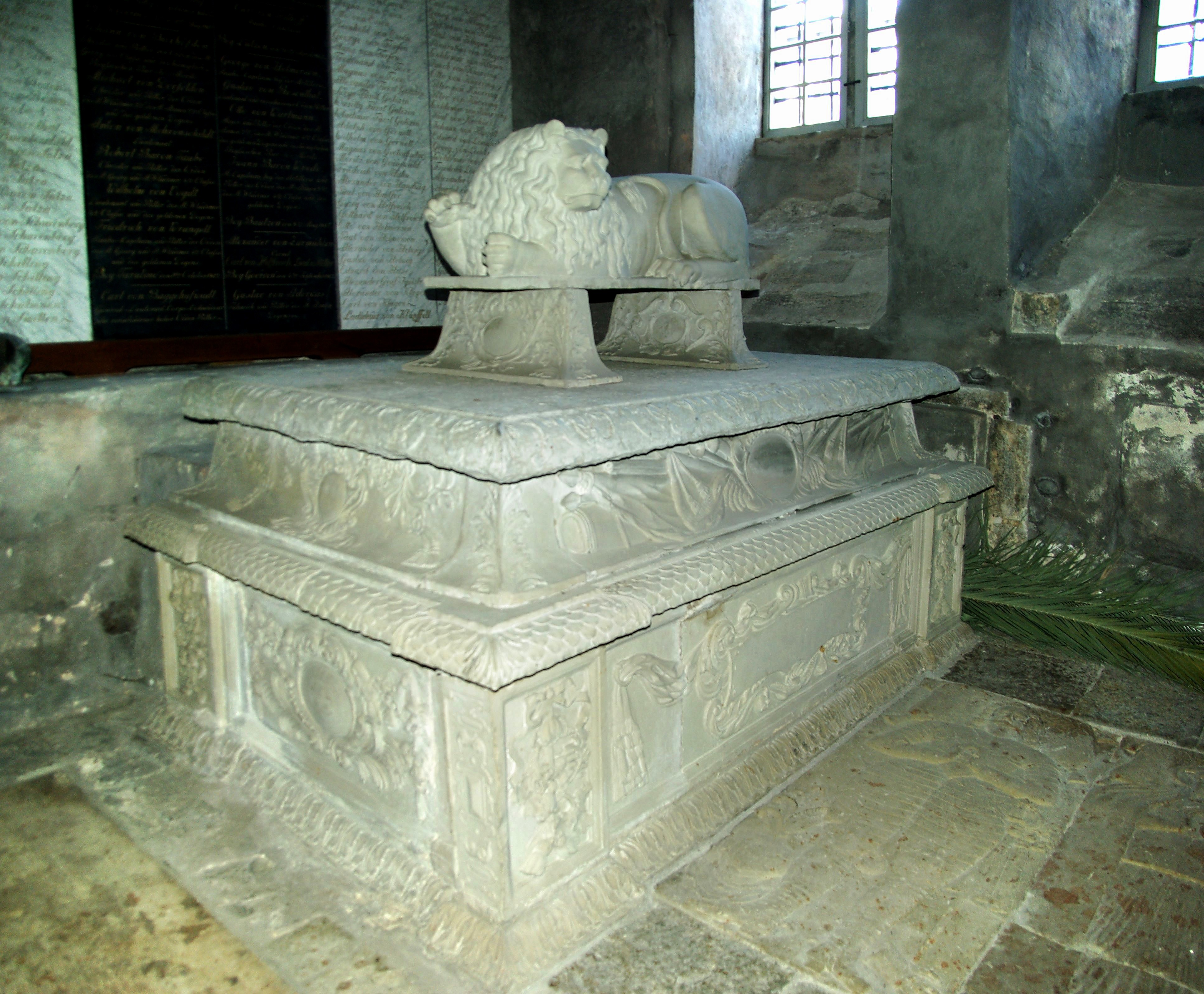
Sarkophag von Otto Wilhelm von Fersen im Tallinner Dom, wahrscheinlich von Stockenberg zu Beginn des 18. Jahrhunderts gefertigt
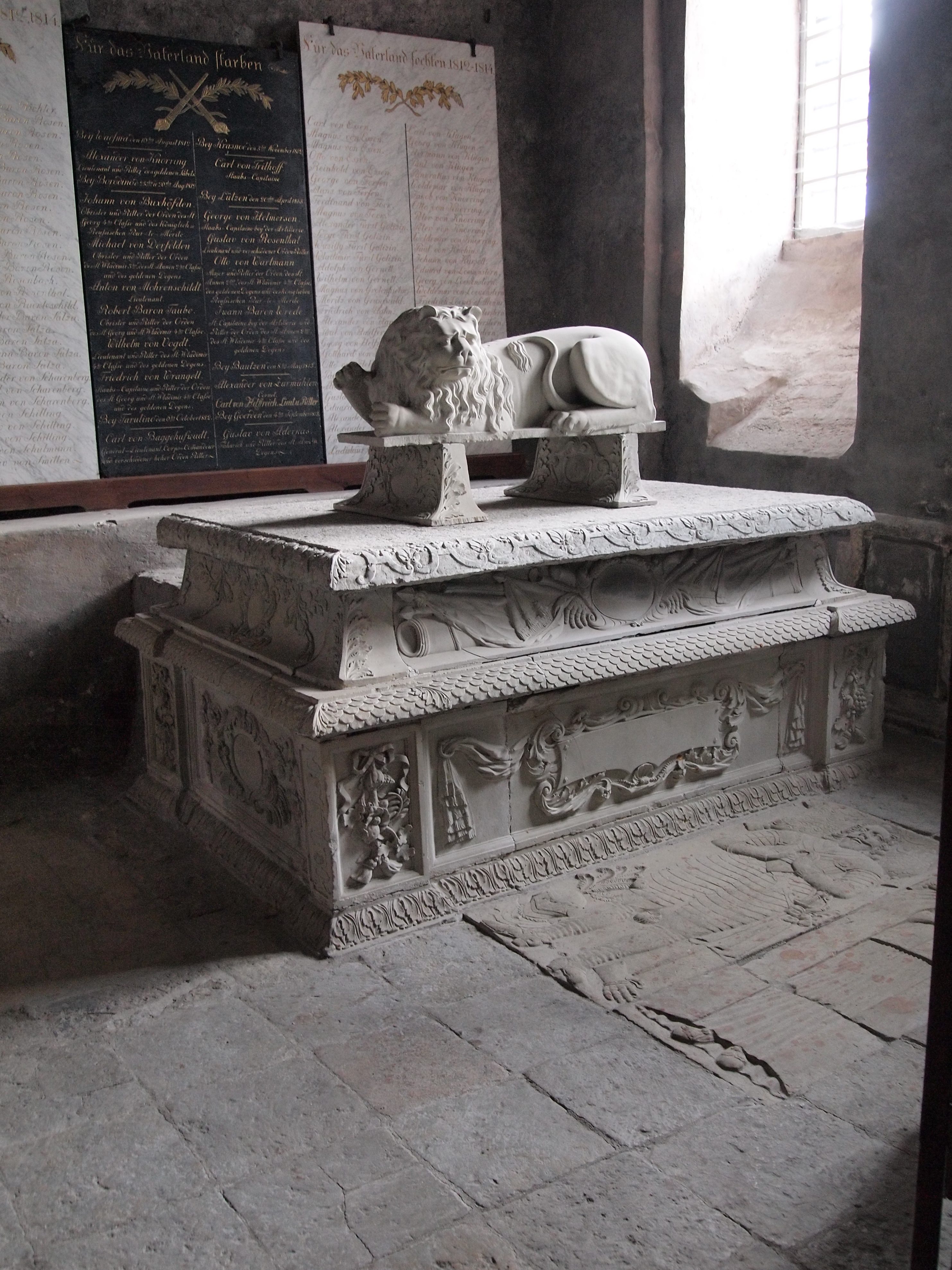
Sarkophag von Otto Wilhelm von Fersen
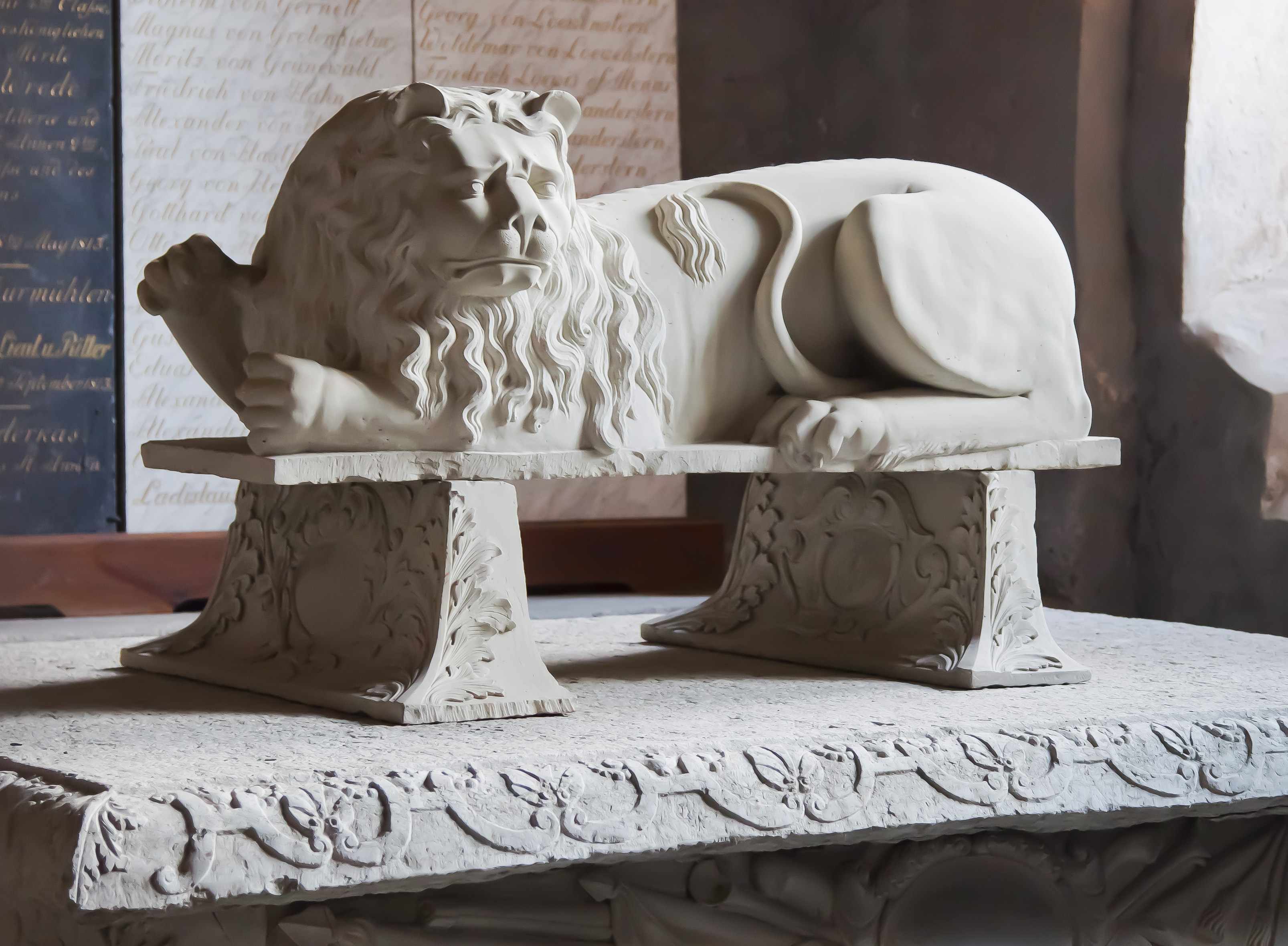
Detailansicht des Sarkophags von Otto Wilhelm von Fersen

## Familie und Nachfahren
Stockenbergs Ehefrau war die in Hamburg geborene Magdalena Lamoureux, eine Schwester des aus Frankreich stammenden Bildhauers Abraham César Lamoureux und Stieftochter des Bildhauers Jean Baptista Dieussart.
Seine Söhne und Enkel waren Postkommissare (b) in Livland.
Seine Urenkelin Charlotte Amalie (ca. 1754–1802) heiratete 1878 den Dorpater Ratssyndikus Gottlob Siegmund Brasch (1752–1803) und wurde durch dessen Nobilitierung die Stammmutter des deutschbaltischen Adelsgeschlechts Brasch. Ihre Schwester Louise Dorothea (1755–1803) war mit dem Dorpater Ratsherrn Carl Ulrich Ehlertz (1739–1790) verheiratet, und ihr jüngerer Bruder Gustav Emmanuel (1771–1845) war Pastor der Gemeinde Kamby (Kambja) im Kreis Dorpat. Urenkel von Gustav Emmanuel Stockenberg waren die Wissenschaftler Wilhelm (1880–1940), Walter (1885–1962) und Oskar Anderson (1887–1960).